# Philothis pierrei
Philothis pierrei är en skalbaggsart som beskrevs av Thérond 1963. Philothis pierrei ingår i släktet Philothis och familjen stumpbaggar. Inga underarter finns listade i Catalogue of Life.